# 싸구려 커피
《싸구려 커피》는 2008년 5월 10일에 발매된 장기하와 얼굴들의 첫 싱글이다. 붕가붕가레코드의 '수공업소형음반' 시리즈 중 9번째 작품이다. 이 곡은 추후에 발매된 장기하와 얼굴들의 정규 음반 《별일 없이 산다》에 수록되었다. 싱글 B-사이드에는 〈느리게 걷자〉와 〈정말 없었는지〉, 두 곡이 수록되었다.

## 제작
"시대를 반영하겠다고 만든 음악이 아니라 개인적 경험과 감성들을 바탕으로 만들었다. 그러나 내가 사회와 시대에 포함된 삶을 살아와 같은 시대를 산 사람들의 고민을 담고 있는 것 같다"

〈싸구려 커피〉는 장기하가 군복무를 하던 시절에 만들어진 곡이다. 장기하는 20대 접어들어 쓸쓸하고 답답한 느낌을 받았고, 이런 느낌을 바탕으로 곡을 작곡했다. 커피라는 소재는 군복무 시절 믹스 커피를 타다 영감을 받은 것이다. 장기하는 자취 생활 얘기가 아니라면서 "내무실에 노란색 장판이 깔려 있었는데, 오래돼 여름만 되면 몸에 붙어 쩍쩍 소리가 났거든요. 솔직히 전 커피 안 좋아해요. 선임에게 믹스 커피를 타서 줄 때 선임이 ‘너도 마셔’라고 하니 그냥 속 쓰린 거 참고 마셨거든요. 그걸 가사에 담은 거죠."라고 말했다.
대부분의 곡 작업은 음악가 나잠 수의 방에서 이루어졌고, 음반의 커버는 나잠 수가 디자인했다. 장기하와 얼굴들의 레이블인 붕가붕가레코드 측은 "싱글 음반이어서 시중 판매가가 4천원이었는데 직원 3~6명과 장기하와 얼굴들이 서교동 사무실에서 손수 음반을 만들어 제작비는 장당 1천원이었다"며 "CD를 싼 박스 400원, 공CD 200원, 속지ㆍ스티커ㆍ포장비닐까지 총 1천원이 들었다."고 말했다.

## 발표 및 반응
2008년 8월께 한 음원공유 사이트에 자신의 〈싸구려 커피〉를 비롯한 음원을 CCL 방식으로 무료 공개하기도 했다. 100장 규모로 시작한 싱글 음반은 주문이 늘어 2008년 12월 5천여 장이 제작되었고, 2009년 1월 5일 음반은 1만 장 이상이 판매되었다. 음반업체 퍼플 레코드에서는 1,000여장을 판매하여 2008년 가장 잘 팔린 음반이 되었다.
타이틀 곡 〈싸구려 커피〉는 직설적인 가사와 서민층을 대변한 가사로 큰 인기를 끌었고, 다양하게 패러디 되기도 했다. 88만원 세대를 대변한 것이 아닌가란 질문에 장기하는 "특별히 88만원 세대를 대변하고 싶다는 생각으로 노래를 만든 것은 아니"라고 답했다. 산울림의 김창완은 〈싸구려 커피〉를 모던 뽕짝이라고 일컬었다. 가수 테이는 《김정은의 초콜릿》에서 장기하가 무대에서 잘 입는 청바지와 재킷을 입고 장기하 특유의 어투와 음색을 그대로 패러디하며 〈싸구려 커피〉를 열창했다. 《박소현의 러브게임》에서는 〈싸구려 커피〉를 패러디한 〈싸구려 상담소〉 코너를 세웠다.
지속적인 인기를 끈 이 노래는 2011년 광운대학교 수시 인문계열 논술고사에서 가사가 인용되기도 했다.

## 평가
| 전문가 평가 | 전문가 평가 |
| 평가 점수   | 평가 점수   |
| 출처        | 점수        |
| ----------- | ----------- |
| 이즘        | 3.5/별      |
| 웨이브      | 7/별        |

《싸구려 커피》는 비평가에게 비교적 좋은 평가를 받았다. 대한민국의 대중 음악 웹진 《이즘》의 평론가 윤지훈은 음반에 5점 만점에 3.5점을 매겼고, 수록곡 〈싸구려 커피〉에 대해 "분명 독특한 매력을 가진 곡이다. 제목에서부터 느껴지는 패배자, 루저, 룸펜의 정서는 노랫말 전체에 노골적으로 담겨 있으며, 2절에서는 랩과 읊조림 사이를 절묘하게 오가며 강한 인상을 남긴다."고 호평했지만, "대중의 관심이 '재미'라는 측면에 치우쳤다는 것은 안타까운 점이다. 주목을 받게 된 계기도 직설적인 가사와 무대 매너이고, 그의 노래가 소비되는 곳도 대체로 유머 위주의 게시판이다."라며 우려섞인 반응을 내비쳤다.
《웨이브》의 평론가 차우진은 10점 만점에 7점을 주었고, "장르적으로 포크로 분류되지만 그건 통기타로 편성된 악기 구성 때문이고 뭐 그렇다. 중요한 건 이런 것들이 아니다. 장기하가 부르는 이 노래들이 의미심장한 이유는 이게 ‘청춘’이라는 시간을 노래하기 때문이다."라고 평했다. PD저널에서 그는 "〈싸구려 커피〉는 ‘장판에 쩍 붙었다 떨어지는 발바닥’의 일상이 한때의 고생으로 끝나지 않을 거라는 공포심으로 부르는 노래다 ... 허술한 것 같지만 잘 다듬어진 가사는 위트 있는 코드진행과 더불어 남다르게 만든다."고 평했다.
대중음악 전문가 10명과 문인 9명이 선별한 '2000년 이후 발표된 가요 중 노랫말이 가장 아름다운 노래'에서 〈싸구려 커피〉는 2위를 차지했다. 장기하는 《싸구려 커피》로 2009년 한국대중음악상 최우수 록 노래상, 올해의 노래, 그리고 네티즌 선정 올해의 남자 음악인 부문의 후보에 올라 수상했다. 그리고 2009년 골든 디스크 Rock상을 수상했다.

## 곡 목록
| #            | 제목              | 작사·작곡    | 재생 시간 |
| ------------ | ----------------- | ------------ | --------- |
| 1.           | 〈싸구려 커피〉   | 장기하       | 4:13      |
| 2.           | 〈느리게 걷자〉   | 장기하       | 4:09      |
| 3.           | 〈정말 없었는지〉 | 장기하       | 4:13      |
| 총 재생 시간 | 총 재생 시간      | 총 재생 시간 | 12:35     |

## 같이 보기
- 장기하와 얼굴들